# Morti il 15 aprile
| Questa pagina contiene informazioni ricavate automaticamente dalle voci biografiche con l'ausilio del template Bio e di un bot. L'aggiornamento è periodico e automatico e ricostruisce completamente la pagina. Se manca una persona in questa lista, sei pregato di non aggiungerla, ma accertati piuttosto che la sua voce biografica contenga il template Bio e che i dati anagrafici siano correttamente compilati. Se il template Bio manca, inseriscilo tu stesso o, in alternativa, metti l'avviso {{tmp\|Bio}} che ne segnala la mancanza. Se i dati riportati sono sbagliati, correggi direttamente la voce biografica; le modifiche saranno visibili in questa lista entro pochi giorni. Per chiarimenti vedi il progetto biografie. La lista contiene solo le 570 persone che sono citate nell'enciclopedia e per le quali è stato implementato correttamente il template Bio. Pagina aggiornata al 17 ago 2025. |

## I secolo(1)
- 100 - Marone, santo romano

## VII secolo(1)
- 628 - Suiko, imperatrice giapponese (n. 554)

## X secolo(1)
- 950 - Rutardo di Strasburgo, vescovo cattolico tedesco

## XI secolo(2)
- 1053 - Godwin del Wessex, nobile anglosassone (n. 990)
- 1075 - Erlembaldo Cotta, militare e politico italiano

## XII secolo(1)
- 1132 - Mstislav I di Kiev, principe (n. 1076)

## XIII secolo(4)
- 1205 - Luigi di Blois, conte
- 1220 - Adolfo di Altena, arcivescovo cattolico tedesco
- 1237 - Richard Poore, vescovo cattolico britannico
- 1246 - Pedro González, religioso spagnolo (n. 1190)

## XIV secolo(4)
- 1327 - Boemondo di San Severo, religioso italiano
- 1367 - Ruffino Landi, vescovo cattolico italiano
- 1374 - Jean de La Tour, cardinale francese
- 1388 - Guglielmo I di Baviera, duca (n. 1330)

## XV secolo(4)
- 1415 - Manuele Crisolora, umanista bizantino (n. 1360)
- 1446 - Filippo Brunelleschi, architetto, ingegnere e scultore italiano (n. 1377)
- 1473 - Yamana Sōzen, militare giapponese (n. 1404)
- 1475 - Ludovico I di Saluzzo, marchese italiano (n. 1405)

## XVI secolo(13)
- 1517 - Tuman Bay II, sultano egiziano
- 1519 - Enrico di Württemberg, nobile tedesco (n. 1448)
- 1522 - Galeotto Graziani, vescovo cattolico, abate e giurista italiano
- 1532 - Michael Gaismair, politico e rivoluzionario austriaco (n. 1490)
- 1543 - Francesco da Milano, compositore italiano (n. 1497)
- 1543 - Christoph von Stadion, umanista e vescovo cattolico tedesco (n. 1478)
- 1549 - Cristina di Sassonia, nobile tedesca (n. 1505)
- 1558 - Hürrem Sultan, polacca
- 1563 - Bernardo VIII di Lippe, nobile tedesco (n. 1527)
- 1574 - Joachim Camerarius il Vecchio, umanista tedesco (n. 1500)
- 1575 - Volrado II di Waldeck, nobile tedesco (n. 1509)
- 1592 - Christoph Schwartz, pittore tedesco (n. 1548)
- 1600 - Gilberto Isfar y Corillas, vescovo cattolico italiano

## XVII secolo(17)
- 1607 - César de Bus, presbitero francese (n. 1544)
- 1610 - Robert Parsons, gesuita inglese (n. 1546)
- 1621 - John Carver, religioso britannico
- 1622 - Leandro Bassano, pittore italiano (n. 1557)
- 1629 - Salvatore Massonio, letterato, medico e storico italiano (n. 1559)
- 1631 - Antonio d'Aragona Moncada, nobile e diplomatico italiano (n. 1587)
- 1631 - Paolo Spada, mercante italiano (n. 1541)
- 1632 - George Calvert, politico inglese (n. 1579)
- 1642 - Luigi Caetani, cardinale e arcivescovo cattolico italiano (n. 1595)
- 1645 - Francesco Montecuccoli, nobile e diplomatico italiano
- 1651 - Tommaso Francini, ingegnere italiano (n. 1572)
- 1652 - Giuseppe, arcivescovo ortodosso russo
- 1659 - Simon Dach, scrittore e poeta tedesco (n. 1605)
- 1689 - Lorenzo Onofrio Colonna, nobile italiano (n. 1637)
- 1695 - Christoph Arnold, astronomo tedesco (n. 1650)
- 1695 - Claude Lancelot, religioso, grammatico e pedagogista francese
- 1700 - Giovanni Maria Viani, pittore e incisore italiano (n. 1636)

## XVIII secolo(28)
- 1716 - Anne Churchill, nobile britannica (n. 1683)
- 1718 - Daniël van Dopff, generale olandese (n. 1650)
- 1718 - Antonio Grano, pittore e architetto italiano
- 1719 - Madame de Maintenon, nobile francese (n. 1635)
- 1725 - Marco Ottoboni, I duca di Fiano, nobile e militare italiano (n. 1656)
- 1727 - George Compton, IV conte di Northampton, nobile inglese (n. 1664)
- 1729 - Maria Anna di Oettingen-Spielberg, principessa (n. 1693)
- 1737 - Francesco Cabianca, scultore italiano (n. 1666)
- 1754 - Jacopo Riccati, matematico italiano (n. 1676)
- 1757 - Rosalba Carriera, pittrice italiana (n. 1673)
- 1761 - Archibald Campbell, III duca di Argyll, politico, avvocato e militare scozzese (n. 1682)
- 1763 - Fëdor Grigor'evič Volkov, attore teatrale russo (n. 1729)
- 1764 - Madame de Pompadour, nobile francese (n. 1721)
- 1765 - Elisabetta Alessandrina di Borbone-Condé, nobile francese (n. 1705)
- 1765 - Michail Vasil'evič Lomonosov, scienziato e linguista russo (n. 1711)
- 1768 - Pietro Antonio Raimondi, vescovo cattolico italiano (n. 1698)
- 1769 - Maria Leopoldina di Anhalt-Dessau, principessa (n. 1746)
- 1772 - Károly Batthyány, generale e politico ungherese (n. 1697)
- 1772 - Ferdinand Christoph Oetinger, medico tedesco (n. 1719)
- 1772 - Vittorio I di Anhalt-Bernburg-Schaumburg-Hoym, principe tedesco (n. 1693)
- 1776 - Guglielmina d'Assia-Darmstadt, principessa (n. 1755)
- 1784 - Maximilian Friedrich von Königsegg-Rothenfels, arcivescovo cattolico tedesco (n. 1708)
- 1788 - Giuseppe Bonno, compositore austriaco (n. 1711)
- 1788 - Mary Delany, artista inglese (n. 1700)
- 1788 - Jean-Paul Grandjean de Fouchy, astronomo francese (n. 1707)
- 1791 - Alexander Garden, botanico e medico scozzese (n. 1730)
- 1794 - Stanislas-Marie Maillard, rivoluzionario e militare francese (n. 1763)
- 1799 - Yves-Alexandre de Marbeuf, arcivescovo cattolico francese (n. 1734)

## XIX secolo(58)
- 1802 - Gregorio Alessandri, vescovo cattolico italiano (n. 1728)
- 1803 - Václav Norbert Brixi, compositore e organista ceco (n. 1738)
- 1804 - Michael Huber, filologo, storico della letteratura e scrittore tedesco (n. 1727)
- 1807 - Gottlob Moriz Christian von Wacks, nobile e politico tedesco (n. 1720)
- 1808 - Hubert Robert, pittore francese (n. 1733)
- 1811 - Caroline Rudolphi, educatrice e poetessa tedesca (n. 1753)
- 1812 - Johann Friedrich von Waldenstein-Wartenberg, vescovo cattolico austriaco (n. 1756)
- 1814 - Karl Lichnowsky, principe e compositore austriaco (n. 1761)
- 1834 - Girolamo Amati, filologo classico, epigrafista e archeologo italiano (n. 1768)
- 1835 - Cristóbal Bencomo y Rodríguez, arcivescovo cattolico spagnolo (n. 1758)
- 1842 - Pietro Fea, pittore italiano (n. 1771)
- 1844 - Charles Bulfinch, architetto statunitense (n. 1763)
- 1846 - John Sebright, VII baronetto, politico inglese (n. 1767)
- 1847 - José María Aguirre, patriota argentino (n. 1783)
- 1847 - Achille Murat, politico e militare statunitense (n. 1801)
- 1848 - Giuseppe Gaetano Incontri, vescovo cattolico italiano (n. 1773)
- 1850 - Dionigi Strocchi, letterato, grecista e latinista italiano (n. 1762)
- 1850 - Marie Tussaud, scultrice francese (n. 1761)
- 1853 - Auguste Laurent, chimico francese (n. 1807)
- 1854 - Arthur Aikin, chimico e geologo britannico (n. 1773)
- 1855 - William John Bankes, esploratore, egittologo e politico britannico (n. 1786)
- 1855 - Wilhem de Haan, zoologo olandese (n. 1801)
- 1856 - Pietro Odescalchi, letterato italiano (n. 1789)
- 1857 - Giovanni de' Brignoli di Brünnhoff, botanico italiano (n. 1774)
- 1860 - Anna Lapini, religiosa italiana (n. 1809)
- 1862 - Jan Paweł Jerzmanowski, generale polacco (n. 1779)
- 1863 - Alfred Moquin-Tandon, naturalista, botanico e medico francese (n. 1804)
- 1865 - Abraham Lincoln, politico, avvocato e militare statunitense (n. 1809)
- 1866 - Emmanuel Van der Linden d'Hooghvorst, generale e politico belga (n. 1781)
- 1869 - August Wilhelm Bach, organista e compositore tedesco (n. 1796)
- 1870 - Marianna Bacinetti, filosofa italiana (n. 1802)
- 1870 - Matteo Eustachio Gonella, cardinale e arcivescovo cattolico italiano (n. 1811)
- 1870 - Emma Willard, attivista e educatrice statunitense (n. 1787)
- 1875 - Antonio Poggi, tenore italiano (n. 1806)
- 1878 - James Booth, matematico irlandese (n. 1806)
- 1879 - François Eugène Sanglé-Ferrière, generale francese (n. 1815)
- 1881 - Carlo Leone Denuelle, francese (n. 1806)
- 1881 - Nikolaj Ivanovič Kibal'čič, rivoluzionario e giornalista russo (n. 1853)
- 1881 - Sof'ja L'vovna Perovskaja, rivoluzionaria russa (n. 1853)
- 1881 - Andrej Ivanovič Željabov, rivoluzionario russo (n. 1851)
- 1883 - Federico Francesco II di Meclemburgo-Schwerin, nobile (n. 1823)
- 1885 - Cesare Gibelli, scultore italiano (n. 1806)
- 1885 - Marino Marini, arcivescovo cattolico e diplomatico italiano (n. 1804)
- 1886 - Ramachandra Tondaiman (n. 1829)
- 1887 - Maurizio d'Alberti della Briga, politico e generale italiano (n. 1804)
- 1888 - Matthew Arnold, poeta, critico letterario e educatore britannico (n. 1822)
- 1888 - Joseph Dietzgen, filosofo tedesco (n. 1828)
- 1889 - Damiano de Veuster, presbitero e missionario belga (n. 1840)
- 1890 - Eugène-Melchior Péligot, chimico francese (n. 1811)
- 1892 - Amelia Edwards, scrittrice, giornalista e egittologa inglese (n. 1831)
- 1892 - Eduard August von Regel, botanico tedesco (n. 1815)
- 1894 - Jean Charles Galissard de Marignac, chimico svizzero (n. 1817)
- 1894 - Placido Mossello, pittore italiano (n. 1835)
- 1895 - Timoteo Riboli, medico, patriota e scrittore italiano (n. 1808)
- 1898 - Cesare Parenzo, avvocato e politico italiano (n. 1842)
- 1898 - Robert Purvis, attivista statunitense (n. 1810)
- 1899 - Agostino Bausa, cardinale e arcivescovo cattolico italiano (n. 1821)
- 1899 - Karl Ludwig Kahlbaum, psichiatra tedesco (n. 1828)

## XX secolo(301)
- 1901 - Juan Manuel Blanes, pittore uruguaiano (n. 1830)
- 1901 - Václav Brožík, pittore ceco (n. 1851)
- 1902 - Jules Dalou, scultore francese (n. 1838)
- 1902 - Dmitrij Sergeevič Sipjagin, politico russo (n. 1853)
- 1903 - Giovanni Bovio, filosofo e politico italiano (n. 1837)
- 1904 - Raffaele Settembrini, ufficiale italiano (n. 1837)
- 1905 - Tom Brindle, calciatore inglese (n. 1861)
- 1905 - Antonio Pellegrini, politico italiano (n. 1843)
- 1905 - Augusto Piccini, chimico italiano (n. 1854)
- 1906 - Giuseppe Mazzatinti, filologo, bibliografo e bibliotecario italiano (n. 1855)
- 1907 - Ferdinando Aschieri, matematico italiano (n. 1844)
- 1907 - Hugo Magnus, oculista e storico tedesco (n. 1842)
- 1908 - Antoine Béchamp, medico e chimico francese (n. 1816)
- 1911 - Oscar Creighton, avventuriero statunitense (n. 1877)
- 1911 - Anna Judic, soprano e attrice teatrale francese (n. 1849)
- 1911 - Georg Knorr, imprenditore tedesco (n. 1859)
- 1911 - Antoine Lumière, pittore e fotografo francese (n. 1840)
- 1911 - Wilma Neruda, violinista ceca (n. 1838)
- 1912 - Thomas Andrews, progettista britannico (n. 1873)
- 1912 - John Jacob Astor IV, imprenditore, inventore e scrittore statunitense (n. 1864)
- 1912 - Joseph Bell, marittimo britannico (n. 1861)
- 1912 - Giuseppe Cerulli Irelli, politico italiano (n. 1846)
- 1912 - Roderick Chisholm, progettista britannico (n. 1868)
- 1912 - William Denton Cox, marinaio inglese (n. 1883)
- 1912 - Thomas Byles, presbitero inglese (n. 1870)
- 1912 - Archibald Butt, giornalista e ufficiale statunitense (n. 1865)
- 1912 - George Dunton Widener, imprenditore statunitense (n. 1861)
- 1912 - Harry Elkins Widener, imprenditore statunitense (n. 1885)
- 1912 - Jacques Futrelle, scrittore e giornalista statunitense (n. 1875)
- 1912 - Luigi Gatti, imprenditore italiano (n. 1875)
- 1912 - Sidney Leslie Goodwin, inglese (n. 1910)
- 1912 - Benjamin Guggenheim, imprenditore statunitense (n. 1865)
- 1912 - John Harper, pastore protestante scozzese (n. 1872)
- 1912 - Wallace Hartley, violinista e direttore d'orchestra inglese (n. 1878)
- 1912 - Charles Melville Hays, imprenditore statunitense (n. 1856)
- 1912 - Jerome di Sandy Cove
- 1912 - James Paul Moody, marinaio britannico (n. 1887)
- 1912 - William McMaster Murdoch, marinaio britannico (n. 1873)
- 1912 - Jack Phillips, ufficiale britannico (n. 1887)
- 1912 - Edward Smith, comandante marittimo britannico (n. 1850)
- 1912 - William Thomas Stead, editore, giornalista e scrittore britannico (n. 1849)
- 1912 - Isidor Straus, imprenditore e politico tedesco (n. 1845)
- 1912 - John Borland Thayer, imprenditore statunitense (n. 1862)
- 1912 - Henry Tingle Wilde, marinaio britannico (n. 1872)
- 1913 - William Jones, militare britannico (n. 1839)
- 1913 - Ğabdulla Tuqay, scrittore, poeta e editore russo (n. 1886)
- 1914 - Federico di Hohenau, nobile tedesco (n. 1857)
- 1916 - Auguste Barth, orientalista, storico delle religioni e epigrafista francese (n. 1834)
- 1918 - Aureliano Blanquet, generale e politico messicano (n. 1848)
- 1918 - Nino Ciccione, calciatore e militare italiano (n. 1893)
- 1919 - Luigi Dari, politico italiano (n. 1852)
- 1919 - Krăstjo Krăstev, critico letterario, scrittore e traduttore bulgaro (n. 1866)
- 1919 - Attilio Panizza, scultore e anarchico italiano (n. 1858)
- 1919 - Pio Pontremoli, dirigente d'azienda, imprenditore e ingegnere italiano (n. 1848)
- 1921 - Ahmet Anzavur, militare ottomano (n. 1885)
- 1922 - Isaac Broydé, orientalista e bibliotecario russo (n. 1867)
- 1922 - Giovanni Ninni, chirurgo italiano (n. 1861)
- 1924 - Eduard Caudella, compositore, violinista e direttore d'orchestra romeno (n. 1841)
- 1924 - Nera Marmora, soprano italiano (n. 1891)
- 1925 - August Endell, architetto tedesco (n. 1871)
- 1925 - Fritz Haarmann, serial killer tedesco (n. 1879)
- 1925 - John Singer Sargent, pittore statunitense (n. 1856)
- 1926 - Maurice Level, romanziere francese (n. 1875)
- 1926 - Antoine Magnin, botanico e medico francese (n. 1848)
- 1926 - Carl Arnold Ruge, patologo e ginecologo tedesco (n. 1846)
- 1927 - Francesco Gaeta, poeta italiano (n. 1879)
- 1927 - Henry Holiday, artista inglese (n. 1839)
- 1927 - Gaston Leroux, poeta, giornalista e scrittore francese (n. 1868)
- 1928 - Pietro Bordino, pilota automobilistico italiano (n. 1887)
- 1928 - Charles Plumet, architetto, decoratore e ceramista francese (n. 1861)
- 1929 - Antonio Smareglia, compositore italiano (n. 1854)
- 1931 - Emilio Aceval, politico paraguaiano (n. 1853)
- 1931 - Joe Masseria, mafioso italiano (n. 1886)
- 1931 - Tommaso di Savoia-Genova, ammiraglio italiano (n. 1854)
- 1932 - Donald Ryder Dickey, ornitologo statunitense (n. 1887)
- 1933 - Giacinto Gaggia, arcivescovo cattolico italiano (n. 1847)
- 1933 - George Saling, ostacolista statunitense (n. 1909)
- 1935 - Anna Ancher, pittrice danese (n. 1859)
- 1935 - Charles Frederick Cross, chimico inglese (n. 1855)
- 1935 - Joseph Farquharson, pittore e nobile scozzese (n. 1846)
- 1935 - Andrej Lavrent'ev, attore sovietico (n. 1882)
- 1936 - Ottorino Lazzarini, militare italiano (n. 1909)
- 1936 - Enea Silvio Recagno, militare e aviatore italiano (n. 1900)
- 1938 - Anders Severin Donner, astronomo finlandese (n. 1854)
- 1938 - Giuseppe Lo Moro, militare e aviatore italiano (n. 1910)
- 1938 - César Vallejo, poeta e scrittore peruviano (n. 1892)
- 1939 - Bronisława Dłuska, medica polacca (n. 1865)
- 1939 - Dmitrij Ivanovič Šachovskoj, politico russo (n. 1861)
- 1940 - William D. Foster, produttore cinematografico e regista statunitense (n. 1884)
- 1940 - Anita Hendrie, attrice statunitense (n. 1864)
- 1941 - Ezio Biondi, militare e aviatore italiano (n. 1914)
- 1941 - Ottorino Carletti, militare, funzionario e politico italiano (n. 1873)
- 1941 - Carlo Chiamenti, militare italiano (n. 1911)
- 1941 - Giuseppe Felice, militare italiano (n. 1920)
- 1941 - Sergio Massa, militare italiano (n. 1909)
- 1942 - František Mareš, calciatore cecoslovacco (n. 1910)
- 1942 - Robert Musil, scrittore e drammaturgo austriaco (n. 1880)
- 1942 - Joshua Pim, tennista irlandese (n. 1869)
- 1943 - Raffaele Casimiri, musicologo, compositore e organista italiano (n. 1880)
- 1943 - Aristarch Vasil'evič Lentulov, pittore russo (n. 1882)
- 1944 - Giovanni Gentile, filosofo, pedagogista e politico italiano (n. 1875)
- 1944 - Motobu Chōki, karateka giapponese (n. 1870)
- 1944 - Egon von Neindorff, generale tedesco (n. 1892)
- 1945 - Günther Burstyn, militare austro-ungarico (n. 1879)
- 1945 - Curt Joël, giurista e funzionario tedesco (n. 1865)
- 1945 - Herta Mohr, egittologa e traduttrice austriaca (n. 1914)
- 1945 - Joannes Cassianus Pompe, patologo olandese (n. 1901)
- 1945 - Margaretha Rothe, antifascista tedesca (n. 1919)
- 1945 - Luciano Tondelli, partigiano italiano (n. 1926)
- 1946 - Adelgonda di Braganza, contessa portoghese (n. 1858)
- 1946 - Werner Hochbaum, regista, sceneggiatore e produttore cinematografico tedesco (n. 1899)
- 1946 - Paraire Tomoana, politico neozelandese (n. 1874)
- 1947 - Fernand de Brinon, politico, giornalista e avvocato francese (n. 1885)
- 1947 - Ruitarō Fujita, ammiraglio giapponese (n. 1887)
- 1947 - Theodor Lewald, militare tedesco (n. 1860)
- 1947 - Vittorio Zecchin, artista italiano (n. 1878)
- 1948 - Radola Gajda, politico e militare montenegrino (n. 1892)
- 1948 - Manuel Roxas, politico filippino (n. 1892)
- 1949 - Wallace Beery, attore e regista statunitense (n. 1885)
- 1949 - Trinità del Cuore Purissimo di Maria, religiosa spagnola (n. 1879)
- 1950 - Hugo Baum, botanico tedesco (n. 1867)
- 1950 - Giovanni De Riseis, imprenditore e politico italiano (n. 1872)
- 1951 - Robert Ritter, medico e psicologo tedesco (n. 1901)
- 1952 - Émile Baraize, egittologo francese (n. 1874)
- 1952 - Bruno Barilli, scrittore, compositore e critico musicale italiano (n. 1880)
- 1952 - Viktor Michajlovič Černov, rivoluzionario e politico russo (n. 1873)
- 1952 - Ludwig Kaas, politico e teologo tedesco (n. 1881)
- 1952 - Max Du Veuzit, scrittrice francese (n. 1876)
- 1953 - Charles R. Knight, artista statunitense (n. 1874)
- 1953 - Norman Staunton Dike, politico, avvocato e giudice statunitense (n. 1862)
- 1954 - Ingolf Schanche, attore e regista teatrale norvegese (n. 1877)
- 1955 - Edgar J. Kaufmann, imprenditore statunitense (n. 1885)
- 1955 - Bert McCaffrey, hockeista su ghiaccio canadese (n. 1893)
- 1955 - Santos Ubierna, vescovo cattolico e missionario spagnolo (n. 1907)
- 1956 - Michael Gamper, presbitero austriaco (n. 1885)
- 1956 - Kathleen Howard, cantante, scrittrice e attrice canadese (n. 1884)
- 1956 - Leonard Peterson, ginnasta svedese (n. 1885)
- 1957 - Pedro Infante, cantante e attore messicano (n. 1917)
- 1957 - Fredrik Rosencrantz, cavaliere svedese (n. 1879)
- 1957 - Alessandra Vittoria di Schleswig-Holstein-Sonderburg-Glücksburg, principessa (n. 1887)
- 1958 - Estelle Taylor, attrice statunitense (n. 1894)
- 1959 - Mario Longoni, politico italiano (n. 1883)
- 1960 - Juan Frutos, giurista e politico paraguaiano (n. 1879)
- 1960 - Friedl Iby, ginnasta tedesca (n. 1905)
- 1960 - Hans Röttiger, generale tedesco (n. 1896)
- 1961 - Alfred Zimmermann, cestista estone (n. 1912)
- 1962 - Alex Alexis, editore, scrittore e traduttore italiano (n. 1902)
- 1962 - Clara Blandick, attrice statunitense (n. 1876)
- 1962 - Ed Lewinski, cestista statunitense (n. 1918)
- 1962 - Antonio Maxia, politico italiano (n. 1904)
- 1963 - William Berwald, ginnasta e multiplista statunitense (n. 1874)
- 1963 - Massimo Cartasegna, mezzofondista, siepista e arbitro di calcio italiano (n. 1885)
- 1963 - Italo Cornia, medico e politico italiano (n. 1896)
- 1963 - Edward Hearn, attore statunitense (n. 1888)
- 1964 - Marco Giuntelli, ciclista su strada italiano (n. 1905)
- 1964 - Alice Wilson, geologa, paleontologa e scienziata canadese (n. 1881)
- 1965 - Giovanni Bovetti, avvocato e politico italiano (n. 1901)
- 1965 - Auro D'Alba, poeta italiano (n. 1888)
- 1965 - Alfredo Guzzoni, generale italiano (n. 1877)
- 1966 - Joseph Crehan, attore statunitense (n. 1883)
- 1967 - Totò, attore, comico e commediografo italiano (n. 1898)
- 1967 - Luigi Crespellani, politico e avvocato italiano (n. 1897)
- 1967 - William Ladd, medico statunitense (n. 1880)
- 1967 - Remo Pannain, giurista italiano (n. 1901)
- 1968 - Henry Beston, naturalista e scrittore statunitense (n. 1888)
- 1968 - Borys Ljatošyns'kyj, direttore d'orchestra e compositore ucraino (n. 1895)
- 1968 - Kid Norfolk, pugile statunitense (n. 1893)
- 1969 - Maria Caserini, attrice italiana (n. 1884)
- 1969 - Roy Dowling, ammiraglio australiano (n. 1901)
- 1969 - Carlene King Johnson, modella statunitense (n. 1933)
- 1969 - Vittoria Eugenia di Battenberg, regina (n. 1887)
- 1970 - Vittorio Codovilla, politico italiano (n. 1894)
- 1970 - Fritz Gschweidl, calciatore austriaco (n. 1901)
- 1971 - Aleksej Česlavovič Brodovič, designer e fotografo sovietico (n. 1896)
- 1971 - Maggiorino Gramaglia, fotografo italiano (n. 1895)
- 1971 - Miguel Matamoros, musicista e compositore cubano (n. 1894)
- 1971 - William Heneage Ogilvie, chirurgo britannico (n. 1887)
- 1971 - Dan Reeves, dirigente sportivo statunitense (n. 1912)
- 1971 - Friedebert Tuglas, scrittore, critico letterario e giornalista estone (n. 1886)
- 1973 - Ernst Klodwig, pilota automobilistico tedesco (n. 1903)
- 1974 - Giovanni D'Anzi, compositore italiano (n. 1906)
- 1974 - Giovanni Ghirotti, politico italiano (n. 1906)
- 1974 - Irene di Grecia, regina greca (n. 1904)
- 1974 - Ernie Hine, calciatore inglese (n. 1901)
- 1975 - Giovanni Borgato, calciatore italiano (n. 1897)
- 1975 - Richard Conte, attore statunitense (n. 1910)
- 1975 - Arthur Endrèze, baritono statunitense (n. 1893)
- 1975 - Filippo Alberto di Württemberg, principe tedesco (n. 1893)
- 1975 - Charles Journet, cardinale e teologo svizzero (n. 1891)
- 1976 - Nicola Conte, militare e marinaio italiano (n. 1920)
- 1976 - David Elazar, generale jugoslavo (n. 1925)
- 1976 - John Fox Watson, calciatore scozzese (n. 1917)
- 1976 - Furio Franceschini, compositore, direttore d'orchestra e organista italiano (n. 1880)
- 1976 - Carlo Gatto, ingegnere e imprenditore italiano (n. 1874)
- 1977 - Carlo Balić, religioso, teologo e francescano croato (n. 1899)
- 1977 - Nicolás Franco, generale e politico spagnolo (n. 1891)
- 1978 - Luigi Senesi, pittore e incisore italiano (n. 1938)
- 1979 - Friedrich-Wilhelm Hauck, generale tedesco (n. 1897)
- 1979 - Harry Meyen, attore, regista e doppiatore tedesco (n. 1924)
- 1979 - Leonard Mociulschi, generale rumeno (n. 1889)
- 1979 - Giuseppe Romeo, politico italiano (n. 1904)
- 1979 - Alba Rosa Viëtor, violinista, pianista e compositrice italiana (n. 1889)
- 1979 - Josef Tomášek, nuotatore e pallanuotista cecoslovacco (n. 1904)
- 1980 - Angelo Ambrosini, aviatore, ingegnere aeronautico e imprenditore italiano (n. 1891)
- 1980 - Gerty Archimède, politica e avvocata francese (n. 1909)
- 1980 - Raymond Bailey, attore statunitense (n. 1904)
- 1980 - Amleto Fabiani, criminale italiano (n. 1947)
- 1980 - Paul Langton, attore statunitense (n. 1913)
- 1980 - Pablo Olmedo, allenatore di calcio e calciatore spagnolo (n. 1929)
- 1980 - Marshall Reed, attore statunitense (n. 1917)
- 1980 - Jean-Paul Sartre, filosofo, scrittore e drammaturgo francese (n. 1905)
- 1981 - Anton Fredrik Klaveness, armatore norvegese (n. 1903)
- 1981 - Lorenzo Guerrero Gutiérrez, politico nicaraguense (n. 1900)
- 1981 - Adolph Alexander Noser, arcivescovo cattolico statunitense (n. 1900)
- 1981 - Alfred Schläppi, bobbista svizzero (n. 1898)
- 1981 - John Thach, aviatore statunitense (n. 1905)
- 1982 - Muḥammad ʿAbd al-Salām Faraj, teologo e terrorista egiziano (n. 1954)
- 1982 - Lino Pasquale Bonelli, critico d'arte, giornalista e poeta italiano (n. 1929)
- 1982 - Modere Bruneteau, hockeista su ghiaccio e allenatore di hockey su ghiaccio canadese (n. 1914)
- 1982 - Khalid al-Islambuli, terrorista e militare egiziano (n. 1955)
- 1982 - Arthur Lowe, attore britannico (n. 1915)
- 1982 - Louis de Guiringaud, politico francese (n. 1911)
- 1983 - David Tennant Cowan, generale britannico (n. 1896)
- 1983 - Amilcare Gilardoni, allenatore di calcio e calciatore italiano (n. 1906)
- 1983 - Rodolfo Hoyos Jr., attore e scenografo messicano (n. 1916)
- 1983 - Gyula Illyés, scrittore ungherese (n. 1902)
- 1983 - Francesco Milizia, sceneggiatore italiano (n. 1920)
- 1983 - Corrie ten Boom, orologiaia e scrittrice olandese (n. 1892)
- 1984 - Tommy Cooper, attore, comico e regista britannico (n. 1921)
- 1984 - William Empson, poeta e critico letterario inglese (n. 1906)
- 1984 - Giuseppe Fracassi, politico italiano (n. 1916)
- 1984 - Grete Hermann, matematica e filosofa tedesca (n. 1901)
- 1984 - Glen MacWilliams, direttore della fotografia statunitense (n. 1898)
- 1984 - Hans Tomamichel, pittore, illustratore e grafico svizzero (n. 1899)
- 1984 - Alexander Trocchi, scrittore scozzese (n. 1925)
- 1984 - Giovanni Volpe, editore italiano (n. 1906)
- 1985 - Zərifə Əliyeva, oculista sovietica (n. 1923)
- 1985 - Jack Medica, nuotatore statunitense (n. 1914)
- 1985 - Antonio Moretti, allenatore di calcio e calciatore italiano (n. 1902)
- 1985 - Alfonso Principato, carabiniere italiano (n. 1945)
- 1985 - Giuseppe Romanato, politico italiano (n. 1916)
- 1985 - Marc-Gilbert Sauvajon, regista, sceneggiatore e drammaturgo francese (n. 1909)
- 1985 - Giuseppe Vastapane, imprenditore italiano (n. 1901)
- 1986 - James Lindsay Almond, politico statunitense (n. 1898)
- 1986 - Joe Butterworth, attore statunitense (n. 1910)
- 1986 - Jean Genet, scrittore, drammaturgo e poeta francese (n. 1910)
- 1986 - Edmund Hakewill-Smith, generale britannico (n. 1896)
- 1986 - Don Hoefler, giornalista statunitense (n. 1922)
- 1986 - Robert Marjolin, economista e politico francese (n. 1911)
- 1986 - Tim McIntire, attore statunitense (n. 1944)
- 1986 - Michel Souriau, filosofo francese (n. 1891)
- 1986 - Chelso Tamagno, cestista statunitense (n. 1912)
- 1987 - Press Maravich, cestista e allenatore di pallacanestro statunitense (n. 1920)
- 1987 - Masatoshi Nakayama, karateka giapponese (n. 1913)
- 1988 - Anna Carena, attrice italiana (n. 1899)
- 1988 - Albert Matzinger, calciatore svizzero (n. 1904)
- 1988 - Federico Spoltore, pittore italiano (n. 1902)
- 1988 - Kenneth Williams, attore gallese (n. 1926)
- 1989 - Federico Gay, ciclista su strada e pistard italiano (n. 1896)
- 1989 - Hu Yaobang, politico cinese (n. 1915)
- 1989 - Bernard-Marie Koltès, drammaturgo e regista francese (n. 1948)
- 1989 - Connie Simmons, cestista statunitense (n. 1925)
- 1989 - Charles Vanel, attore francese (n. 1892)
- 1990 - Greta Garbo, attrice svedese (n. 1905)
- 1990 - Ivo Lambertini, architetto italiano (n. 1909)
- 1990 - Spark Matsunaga, politico statunitense (n. 1916)
- 1990 - Manuel Soares dos Reis, calciatore portoghese (n. 1910)
- 1990 - Angelo Tarantino, vescovo cattolico e missionario italiano (n. 1908)
- 1991 - Vincenzo Biani, generale e aviatore italiano (n. 1901)
- 1991 - Enrico Spadola, politico e avvocato italiano (n. 1920)
- 1991 - Erich Zander, hockeista su prato tedesco (n. 1905)
- 1992 - Aleksandr Sevidov, allenatore di calcio e calciatore sovietico (n. 1921)
- 1993 - Rafael Ávalos, calciatore messicano (n. 1926)
- 1993 - William Bakewell, attore statunitense (n. 1908)
- 1993 - Uwe Beyer, martellista tedesco (n. 1945)
- 1993 - Leslie Charteris, scrittore britannico (n. 1907)
- 1993 - Alberto Giolitti, fumettista italiano (n. 1923)
- 1993 - Carlo Marselli, politico italiano (n. 1920)
- 1993 - Roland McKean, economista statunitense (n. 1917)
- 1993 - Anna Maria Pancani, attrice italiana (n. 1935)
- 1993 - Peter Pietras, calciatore statunitense (n. 1908)
- 1993 - Robert Westall, scrittore inglese (n. 1929)
- 1993 - John Tuzo Wilson, geologo e geofisico canadese (n. 1908)
- 1994 - John Curry, pattinatore artistico su ghiaccio britannico (n. 1949)
- 1995 - Victor Klees, pallanuotista e calciatore lussemburghese (n. 1907)
- 1995 - Liala, scrittrice italiana (n. 1897)
- 1995 - Gilbert Moses, regista statunitense (n. 1942)
- 1995 - Günter Stephan, calciatore tedesco (n. 1912)
- 1996 - Jimmy Slade, pugile statunitense (n. 1926)
- 1997 - Don Bexley, attore statunitense (n. 1910)
- 1997 - Francescopaolo D'Angelosante, politico e avvocato italiano (n. 1922)
- 1997 - Sipan Shiraz, poeta, pittore e scultore armeno (n. 1967)
- 1998 - Tony Astarita, cantante italiano (n. 1939)
- 1998 - William Congdon, pittore statunitense (n. 1912)
- 1998 - Pompeo D'Ambrosio, imprenditore italiano (n. 1917)
- 1998 - Domenico Parola, calciatore e allenatore di calcio italiano (n. 1945)
- 1998 - Pol Pot, rivoluzionario e politico cambogiano (n. 1925)
- 1998 - Kayo Wnorowski, cestista statunitense (n. 1921)
- 1999 - Antonio Mazzarino, politico, latinista e filologo classico italiano (n. 1923)
- 1999 - Ortvin Sarapu, scacchista estone (n. 1924)
- 2000 - Edward Gorey, scrittore e illustratore statunitense (n. 1925)

## XXI secolo(135)
- 2001 - Pierre Drumare, compositore di scacchi francese (n. 1913)
- 2001 - Joey Ramone, cantante statunitense (n. 1951)
- 2001 - Bo Roberson, lunghista e giocatore di football americano statunitense (n. 1935)
- 2002 - André-Marie Dubarle, presbitero e teologo francese (n. 1910)
- 2002 - Bent Hansen, economista danese (n. 1920)
- 2002 - Damon Knight, scrittore di fantascienza, curatore editoriale e critico letterario statunitense (n. 1922)
- 2002 - Byron White, magistrato e giocatore di football americano statunitense (n. 1917)
- 2003 - Erin Fleming, attrice canadese (n. 1941)
- 2003 - Anna Tortora, autrice televisiva italiana (n. 1935)
- 2004 - Maria Denis, attrice italiana (n. 1916)
- 2004 - Andrea Mariano Magrassi, arcivescovo cattolico italiano (n. 1930)
- 2004 - Mitsuteru Yokoyama, fumettista giapponese (n. 1934)
- 2005 - Peter Cargill, calciatore e allenatore di calcio giamaicano (n. 1964)
- 2005 - Art Cross, pilota automobilistico statunitense (n. 1918)
- 2005 - Jaime Fernández, attore messicano (n. 1927)
- 2005 - Gastone Lanfredini, artista e pittore italiano (n. 1923)
- 2005 - Carlos Muñoz Arosa, attore spagnolo (n. 1919)
- 2006 - Bruno Ferrero, politico italiano (n. 1943)
- 2006 - Clara Geoffroy, politica francese (n. 1917)
- 2006 - Giuliano Gramigna, critico letterario, scrittore e poeta italiano (n. 1920)
- 2006 - Emilio Grimaldi, compositore e scrittore italiano (n. 1921)
- 2006 - José Méndez Asensio, arcivescovo cattolico spagnolo (n. 1921)
- 2007 - Carl Delacato, psicologo statunitense (n. 1923)
- 2007 - Maria Antonietta Macciocchi, scrittrice, giornalista e politica italiana (n. 1922)
- 2007 - Brant Parker, disegnatore statunitense (n. 1920)
- 2008 - Hazel Court, attrice inglese (n. 1926)
- 2008 - Brian Davison, batterista britannico (n. 1942)
- 2008 - Luigi Ferri, giurista italiano (n. 1914)
- 2008 - Renata Fronzi, attrice brasiliana (n. 1925)
- 2008 - Hendrik Houthakker, economista olandese (n. 1924)
- 2008 - Fernand Jaccard, allenatore di calcio e calciatore svizzero (n. 1907)
- 2008 - Walter Warwick Sawyer, matematico e divulgatore scientifico inglese (n. 1911)
- 2008 - Enzo Sordello, baritono italiano (n. 1927)
- 2008 - Geneviève Winding, montatrice francese (n. 1927)
- 2009 - Giano Accame, giornalista e saggista italiano (n. 1928)
- 2009 - Franco Ambrosio, imprenditore italiano (n. 1932)
- 2009 - Armando Ceste, regista italiano (n. 1942)
- 2009 - Rodrigo Valencia, organista, clavicembalista e direttore di coro colombiano (n. 1940)
- 2010 - Robert Brubaker, attore statunitense (n. 1916)
- 2010 - Jack Herer, attivista statunitense (n. 1939)
- 2010 - Franco Jesurun, attore teatrale italiano (n. 1939)
- 2010 - Michael Pataki, attore statunitense (n. 1938)
- 2010 - Raimondo Vianello, attore, comico e conduttore televisivo italiano (n. 1922)
- 2011 - Vittorio Arrigoni, attivista, giornalista e scrittore italiano (n. 1975)
- 2011 - Reno Bertoia, giocatore di baseball italiano (n. 1935)
- 2011 - Vincenzo La Scola, tenore italiano (n. 1958)
- 2011 - Imanuel Schwartz, calciatore israeliano (n. 1957)
- 2011 - Beryl Shipley, allenatore di pallacanestro statunitense (n. 1926)
- 2012 - Paul Bogart, regista e produttore televisivo statunitense (n. 1919)
- 2012 - Stefano De Fiores, presbitero italiano (n. 1933)
- 2012 - Jenny Olsson, fondista svedese (n. 1979)
- 2012 - Murray Rose, nuotatore australiano (n. 1939)
- 2012 - Dwayne Schintzius, cestista statunitense (n. 1968)
- 2013 - Franco Federici, basso italiano (n. 1938)
- 2013 - Joe Francis, giocatore di football americano statunitense (n. 1936)
- 2013 - Giorgio Gangi, politico italiano (n. 1938)
- 2013 - Richard LeParmentier, attore statunitense (n. 1946)
- 2013 - Jean-François Paillard, direttore d'orchestra francese (n. 1928)
- 2014 - Nina Cassian, poetessa, scrittrice e traduttrice romena (n. 1924)
- 2014 - Chela Castro, attrice argentina (n. 1929)
- 2014 - Giuseppe Setaro, traduttore, musicista e cantante italiano (n. 1934)
- 2015 - Franco Busetto, politico e partigiano italiano (n. 1921)
- 2015 - Jonathan Crombie, attore e doppiatore canadese (n. 1966)
- 2015 - Borislav Ćurčić, cestista e allenatore di pallacanestro jugoslavo (n. 1932)
- 2015 - Ugo De Vivo, politico italiano (n. 1947)
- 2015 - Oleh Kalašnikov, politico ucraino (n. 1962)
- 2015 - Felice Leonardo, vescovo cattolico italiano (n. 1915)
- 2015 - Alexander Nadson, presbitero bielorusso (n. 1926)
- 2015 - Luis Ortega Álvarez, giurista spagnolo (n. 1953)
- 2015 - Surya Bahadur Thapa, politico nepalese (n. 1928)
- 2015 - Tadahiko Ueda, calciatore giapponese (n. 1947)
- 2016 - Pina Boggi Cavallo, psicologa italiana (n. 1933)
- 2016 - Licia Bradamante, cestista italiana (n. 1930)
- 2016 - Frederick Mayer, militare e agente segreto statunitense (n. 1921)
- 2016 - Charlotte Sheffield, modella statunitense (n. 1937)
- 2016 - Richard Smith, pittore britannico (n. 1931)
- 2016 - Umberto Volante, scultore italiano (n. 1925)
- 2017 - Amílcar Henríquez, calciatore panamense (n. 1983)
- 2017 - Stan Hepton, calciatore inglese (n. 1932)
- 2017 - Allan Holdsworth, chitarrista britannico (n. 1946)
- 2017 - Clifton James, attore statunitense (n. 1920)
- 2017 - Emma Morano, supercentenaria italiana (n. 1899)
- 2017 - Alfonso Yuchengco, imprenditore e diplomatico filippino (n. 1923)
- 2018 - R. Lee Ermey, militare e attore statunitense (n. 1944)
- 2018 - Michael Halliday, linguista inglese (n. 1925)
- 2018 - Jenny Joseph, poetessa, scrittrice e giornalista britannica (n. 1932)
- 2018 - Domenico Pittella, politico e medico italiano (n. 1932)
- 2018 - Neena Schwartz, fisiologa, sessuologa e attivista statunitense (n. 1926)
- 2018 - Stefano Zappalà, politico italiano (n. 1941)
- 2019 - Warren Adler, scrittore, poeta e drammaturgo statunitense (n. 1927)
- 2019 - Joaquim Alberto Silva, calciatore angolano (n. 1974)
- 2019 - Owen Garriott, astronauta e ingegnere statunitense (n. 1930)
- 2019 - Aleksandăr Kostov, calciatore e allenatore di calcio bulgaro (n. 1938)
- 2020 - Sean Arnold, attore britannico (n. 1941)
- 2020 - John Briggs, politico e militare statunitense (n. 1930)
- 2020 - Allen Daviau, direttore della fotografia statunitense (n. 1942)
- 2020 - Willie Davis, giocatore di football americano statunitense (n. 1934)
- 2020 - Brian Dennehy, attore e regista statunitense (n. 1938)
- 2020 - Rubem Fonseca, scrittore e sceneggiatore brasiliano (n. 1925)
- 2020 - Gabriella Genta, doppiatrice e direttrice del doppiaggio italiana (n. 1927)
- 2020 - Lee Konitz, sassofonista e compositore statunitense (n. 1927)
- 2020 - Alfonso Márquez, cestista filippino (n. 1938)
- 2020 - Aldo Mongiano, vescovo cattolico italiano (n. 1919)
- 2020 - Gérard Mulumba Kalemba, vescovo cattolico della Repubblica Democratica del Congo (n. 1937)
- 2020 - Bruce Myers, attore e regista teatrale britannico (n. 1942)
- 2020 - Nunzio Franco Pascarella de Capoa, artista, architetto e scrittore italiano (n. 1930)
- 2020 - Michele Tantalo, politico italiano (n. 1929)
- 2021 - Vito Di Terlizzi, maratoneta italiano (n. 1930)
- 2021 - Bill Thieben, cestista statunitense (n. 1935)
- 2022 - Mike Bossy, hockeista su ghiaccio canadese (n. 1957)
- 2022 - Orlando Julius, cantante, sassofonista e compositore nigeriano (n. 1943)
- 2022 - Jean-Paul Fitoussi, economista francese (n. 1942)
- 2022 - Bernhard Germeshausen, bobbista tedesco (n. 1951)
- 2022 - Eunice Muñoz, attrice portoghese (n. 1928)
- 2022 - Michael O'Kennedy, politico irlandese (n. 1936)
- 2022 - Charles Henry Plumb, politico inglese (n. 1925)
- 2022 - Liz Sheridan, attrice statunitense (n. 1929)
- 2023 - Mario Fratti, drammaturgo italiano (n. 1927)
- 2023 - Virgilio Tosi, regista, divulgatore scientifico e storico del cinema italiano (n. 1925)
- 2024 - Adriano Aprà, critico cinematografico, attore e saggista italiano (n. 1940)
- 2024 - Roberto Battelli, politico sloveno (n. 1954)
- 2024 - Joseph Boum, calciatore camerunese (n. 1989)
- 2024 - Mouncif El Haddaoui, calciatore marocchino (n. 1964)
- 2024 - Frederick Mario Fales, assiriologo e orientalista italiano (n. 1946)
- 2024 - Whitey Herzog, giocatore di baseball e allenatore di baseball statunitense (n. 1931)
- 2024 - Bernd Hölzenbein, calciatore tedesco occidentale (n. 1946)
- 2024 - Josip Manolić, politico croato (n. 1920)
- 2024 - Pedro Rubiano Sáenz, cardinale e arcivescovo cattolico colombiano (n. 1932)
- 2025 - Les Binks, batterista britannico (n. 1951)
- 2025 - Jean-Pierre Bonnefoux, ballerino, coreografo e insegnante francese (n. 1943)
- 2025 - Abel Díez, calciatore spagnolo (n. 1953)
- 2025 - Jadwiga Jankowska-Cieślak, attrice polacca (n. 1951)
- 2025 - Angélico Sândalo Bernardino, vescovo cattolico brasiliano (n. 1933)
- 2025 - Kees Smit, calciatore olandese (n. 1940)
- 2025 - Werner Thissen, arcivescovo cattolico tedesco (n. 1938)